# بيل برادلي (لاعب كرة قدم أمريكية)
بيل برادلي (بالإنجليزية: Bill Bradley)‏ هو لاعب كرة قدم أمريكية أمريكي، ولد في 24 يناير 1947 في فلسطين في الولايات المتحدة.

## وصلات خارجية
- بيل برادلي على موقع مرجع كرة القدم المحترفة.كوم (الإنجليزية)
- بيل برادلي على موقع كلية كرة القدم في سبورتس رفرنس.كوم (الإنجليزية)